# 寺河炭鉱
寺河炭鉱（じがたんこう、中国語: 寺河煤矿）は、中華人民共和国山西省晋城市に存在する炭鉱。晋城煤業集団の経営。

## 概要
年間産出量が1,000万トンを超える超大型炭鉱。山西晋城煤業集団公司が経営する。石炭は良質で海外へも輸出される。発生するガスも多く、過去にはガス爆発事故も発生してきた。

## 事故
- 2006年2月1日、坑内でガス爆発が発生し死者23人。

## 発電プロジェクト
坑内で発生するガスは、換気により大気中へ放出されてきたが、メタンガスが中心であることに着目され、日本を中心として国際的な協力関係の下にガス発電所の建設、運営が進められている。日本からは電力会社大手6社、三井物産、アジア開発銀行などが関与。2009年には、温室効果ガスの削減に繋がるものとして国際的なクリーン開発メカニズムとして登録が行われている。